# بابیلون (فیلم)
بابل یک فیلم درام انگلیسی به کارگردانی فرانکو روسو در سال ۱۹۸۰میلادی تولید شده است. نویسنده آن فرانکو روسو و مارتین است، این فیلم به تهیه کنندگی گاوریک لوسی و شرکت ملی فیلم مالی ساخته شده است که یک فیلم کلاسیک قلمداد می شود.